# San Francisco Giants
Los San Francisco Giants (en español, Gigantes de San Francisco) son un equipo profesional de béisbol de los Estados Unidos con sede en San Francisco, California. Compiten en la División Oeste de la Liga Nacional (NL) de las Grandes Ligas de Béisbol (MLB) y juegan sus partidos como locales en el Oracle Park.
Los Giants han ganado más partidos que cualquier otro equipo en la historia del béisbol estadounidense. Fue el primer equipo de Ligas Mayores basado en Nueva York y jugaban en el Polo Grounds. Tiene ganados 22 títulos de la Liga Nacional, han aparecido en 20 Series Mundiales, siendo ambos récords de la Liga Nacional y ocho Series Mundiales ganadas, siendo el segundo en la Liga Nacional, detrás de los St. Louis Cardinals que tiene once ganadas y el quinto después de los New York Yankees con 27, St. Louis Cardinals con 11,  Oakland Athletics con 9 y Boston Red Sox con 8. Los Giants han jugado las Series Mundiales en 20 ocasiones, pero en el año 1904, bloquearon el evento, cuando John McGraw mánager de los Giants se negó a jugar contra el campeón de la Liga Americana, los Boston Americans.
Los Giants jugaron en Nueva York hasta la temporada de 1957, tras la cual se desplazaron hacia el oeste, a California, para convertirse en los San Francisco Giants. Bajo el nombre de New York Giants, ganaron 17 Ligas Nacionales y 5 World Series, desde la época de John McGraw y Christy Mathewson a la de Bobby Thomson y Willie Mays. Los Giants no habían ganado una Serie Mundial entre los años de 1954 y 2009, convirtiéndose así en la tercera mayor sequía de títulos en la MLB, tras Chicago Cubs y de los Cleveland Indians (quienes, irónicamente, fueron derrotados por los Giants en 1954). Los Giants han ganado 3 Ligas Nacionales en San Francisco. El 7º partido de la Serie Mundial de 1962 terminó de una manera dramática en los últimos instantes, al ser detenido un gran batazo ganador de Willie McCovey. Más recientemente, un equipo de los Gigantes liderado por Barry Bonds perdieron una Serie Mundial contra Los Angeles Angels of Anaheim en 2002.
Los San Francisco Giants ganaron la Serie Mundial de 2010 ante los Texas Rangers en 5 partidos y coronándose por vez primera tras mudarse a San Francisco en 1958. Dos años después volvieron a ganar la Serie Mundial de 2012 ante los Detroit Tigers, esta vez en solamente 4 partidos.
Los Giants tienen el mayor número de jugadores en el Salón de la Fama en todo el béisbol profesional. Los Giants tienen rivalidad con Los Angeles Dodgers, siendo una de las rivalidades más añejas y más grandes en el Béisbol de los Estados Unidos. Estos equipos iniciaron rivalidad desde que eran los New York Giants y los Brooklyn Dodgers respectivamente hasta que se mudaron en 1958 a la Costa Oeste en California.
Los Giants jugaban en el Polo Grounds de Manhattan, Nueva York, hasta que fue cerrado en la temporada de 1957 después de que se mudaran a la Costa Oeste de California llegando como los San Francisco Giants. Como los New York Giants, ellos ganaron 14 campeonatos de la Liga Nacional y 5 Series Mundiales bajo el mánager John McGraw (conocido como el pequeño Napoleón) y Bill Terry y jugadores como Christy Mathewson, Carl Hubell, Mel Ott, Bobby Thompson y Willie Mays. Los Gigantes han ganado cinco títulos y dos Series Mundiales desde su llegada a San Francisco.

## Historia

### 1883-1901: Fundación y primeros años
La historia de los Gigantes de San Francisco se inicia en 1883 bajo el nombre de New York Gothams, como el segundo equipo de béisbol de Nueva York, siendo fundada la franquicia por el millonario de las tabacaleras John B. Day y el veterano jugador de béisbol amateur Jim Mutrie. Los Góticos (Gothams) como los Gigantes fueron originalmente conocidos, entraron a la Liga Nacional en 1883, mientras que el otro club los Mets originales (Metropolitanos) jugaban en la Asociación Americana. Cerca de la mitad de los jugadores originales de los Góticos, fueron miembros del desbandado Troy Trojans (Troyanos), quienes tenían una plaza en la Liga Nacional la cual le fue heredada a los Góticos. Mientras los Metropolitanos eran el equipo popular desde su inicio, Day y Mutrie iniciaron moviendo a los jugadores estrellas de los Góticos.
Y en 1888 el equipo ganó el primer título de la Liga Nacional sobre una victoria contra los Browns de Saint Luis en una temprana encarnación de las Series Mundiales. Repetirían como campeones al año siguiente y tendrían una victoria en la Serie Mundial contra los Bridegrooms de Brooklyn.
El estadio de casa de los Gigantes fue el Polo Grounds, el cual se remonta al inicio del béisbol. Estaba originalmente localizado al norte del Central Park de Nueva York entre la 5a y 6a avenida y entre las calles 110a y 112a, en Harlem arriba de Manhattan. Después de la primera encarnación del Polo Grounds, después de la temporada de 1888, se mudaron más hacia el centro en varios campos que también le llamaron¨Polo Grounds localizados entre las calles 155a y 159a en Harlem y Washington Heights, jugando en el Washington Heights Polo Grounds hasta el final de la temporada de 1957 cuando se mudaron a la costa del Oeste, en San Francisco, California. Como los Gigantes de Nueva York ganaron 14 títulos y 5 Series Mundiales bajo la tutela de los mánagers John McGraw y Bill Terry y jugadores con Christy Mathewson, Carl Hubbell, Mel Ott, Bobby Thomsom y Willie Mays. Los Gigantes han ganado cinco títulos y dos Series Mundiales ganadas desde su llegada a San Francisco en 1958.
Los Gigantes fueron una poderosa casa del poder a fines de los años 1880's cuando ganaron sus primeros dos títulos de la Liga Nacional y las Series Mundiales en 1888 y 1889. Pero por estar cerca de todos, las estrellas de los Gigantes brincaban a la Liga de los Jugadores donde Nueva York tenía una franquicia que también se llamaba los Gigantes en 1890. El nuevo equipo construyó un nuevo estadio muy cerca del Polo Grounds. Con róster diezmado, los Gigantes de la Liga Nacional terminaron en el sexto sitio. Y para colmo, cambios financieros en la industria del tabaco que afectaron directamente a Day, dueño de los Gigantes, afectaron al equipo. La Liga de los Jugadores se disolvió después de la temporada y Day vendió a una minoría interesada en los Gigantes, siendo el principal comprador Edward Talcott. Como una condición para su venta, Day pidió que Mutrie continuara como mánager. Los Gigantes regresaron al tercer lugar en 1891, pero Day fue forzado a vender al final de la temporada a Talcott.
Cuatro años más tarde, Talcott vendió los Gigantes a Andrew Freedman, el cual tenía un gran poder político en el Tammany Hall, una máquina política que corría por la Ciudad de Nueva York. Freedman fue uno de los dueños más detestables en la historia del béisbol, teniendo frecuentes disputas con otros dueños, periodistas y con sus propios jugadores, siendo la más famosa con el pitcher estrella Amos Rusie, autor del primer juego sin hit ni carrera de los Gigantes. Cuando Freedman ofreció a Rusie solo 2500 dólares para jugar en 1996, el pitcher se enojó y quedó fuera toda la temporada completa. Atendiendo el sentimiento de la Liga sin Rusie, pronto otros dueños ofrecieron hasta 50 mil dólares para que regresará en 1897. Freedman firmó al primer dueño Day como mánager para la temporada de 1899.

### 1902-1932: La era de John McGraw

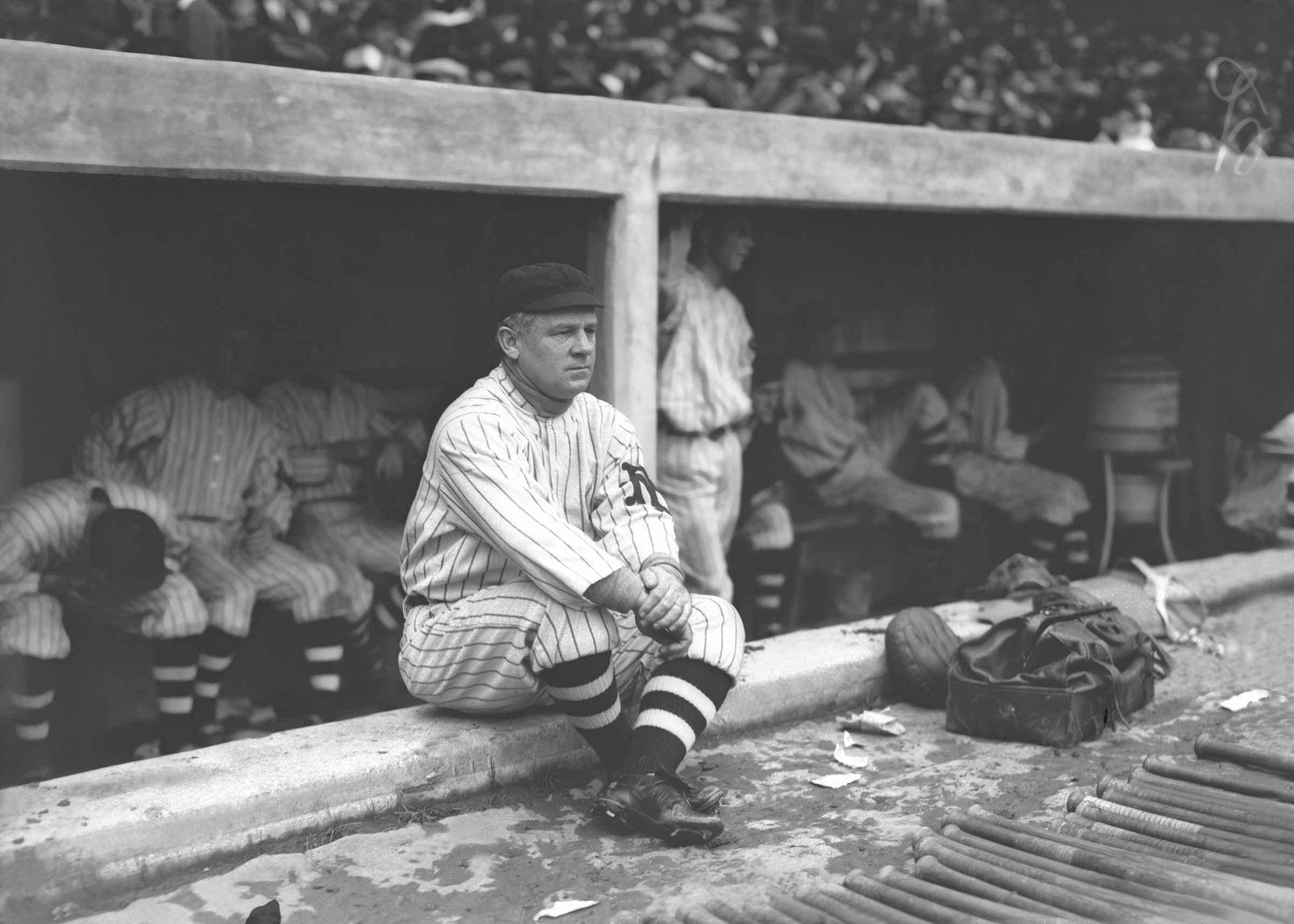
John McGraw es el mánager más exitoso de la historia de los Giants.

En 1902 los Giants contrataron a John McGraw como nuevo mánager y jugador del equipo. McGraw, que llegó procedente de los Baltimore Orioles de la Liga Americana, dirigió al equipo durante tres décadas.
Los Gigantes tuvieron en sus títulos jugadores estrellas entre 1880's y 1890's, como "Smiling" (El Sonriente) Mickey Welch, Roger Connor, Tim Keafe, Jim O´Rourke y John Montgomery Ward, el jugador-licenciado el cual formó la Liga de Jugadores Renegados en 1890 en protesta por los contratos de los jugadores. McGraw en estas tres décadas que manejó a los Gigantes, cultivó una nueva visión de los héroes del béisbol con nombres como Christy Mathewson, "Iron Man" (Hombre de Hierro) Joe McGinnty, Jim Thorpe (campeón olímpico), Red Ames, Casey Stengel, Art Nehf, Edd Roush, Rogers Hornby, Bill Terry y Mel Ott.
Los Gigantes bajo la férula famosa de John McGraw, obtuvo su primera Serie Mundial Moderna en 1904, no aceptando la invitación para jugar contra el campeón de la Liga Americana los Peregrinos de Boston (ahora conocidos como los Medias Rojas de Boston), porque McGraw consideró que la Nueva Liga Americana era un poco menor que la Liga Nacional, lo cual disgustó a su presidente, Ban Johnson. El también resintió que sus Gigantes tuvieran un nuevo rival dentro de la ciudad de New York que eran los Highlanders, quienes habían perdido el título contra Boston en el último día de la temporada en la Liga Americana en 1904. Por lo tanto McGraw que había sido mánager de los Highlanders en sus primeras dos temporadas (1901-1902), cuando ellos eran conocidos como los Orioles de Baltimore.
Dirigidos por McGraw, los Gigantes de Nueva York eran campeones de la Liga Nacional por tercera ocasión. Un solo hombre pudo más que las docenas de personas en busca de soluciones para hacer posible la Serie Mundial de 1904. Y no hubo solución. Las paces de 1903 entre las dos Ligas fueron pasajeras. Los Gigantes de Nueva York habían ganado el campeonato de la Liga Nacional y el mánager era John McGraw, tan bueno en la dirección de un club como terrible a la hora de odiar. Y él odiaba al presidente de la Liga Americana, Ban Johnson. Por eso, semanas antes del final de la temporada, McGraw visitó en su oficina al propietario de los Gigantes, John T. Brush.
"Eso que llaman la Americana no es una Liga Grande", le dijo. "por lo que no tenemos para qué ni por qué jugar nada con ellos. ¡Nosotros somos la única Liga Grande del mundo!". Para Brush, la mejor decisión fue apoyar al mánager, porque tampoco quería nada bien a Johnson. "Eso es cierto", fue su respuesta. "Nada tenemos que hacer una serie frente a un equipo de las menores." Y al titularse los Gigantes ese año, enarbolaron una enorme bandera en Polo Grounds, en la cual podía leerse que el equipo neoyorquino era el campeón mundial. Es decir, dueño de ese título sin necesidad de medirse con la otra Liga.
Quizá McGraw en sus sentimientos interiores, temía que los Peregrinos de Boston, quienes habían ganado nuevamente en la Liga Americana, fueran triunfadores en la Serie Mundial una vez más, como ya lo habían sido el año anterior frente a los Piratas. Sin embargo, este escándalo produjo la firma de un acuerdo para que todos los años, a partir de 1905, hubiera una serie entre los dos campeones. Se había formalizado la Serie Mundial, después de los experimentos del siglo XIX y de las bravuconadas de McGraw y Brush.
El mánager de los Gigantes, John McGraw, el mismo cascarrabias que impidió el choque de su equipo con los Peregrinos de Boston, en lo que hubiera sido la segunda Serie Mundial del siglo XX. El comentó muchos años después: "De todas las Series Mundiales en las cuales tomé parte durante mis 30 años en el béisbol (dirigió en nueve Series), es la de 1905 la que permanece con más claridad en mi memoria. Para comenzar, quisimos hacer las cosas bien en todo sentido. Y adquirimos uniformes especialmente cortados para los Gigantes (en esa época en Grandes Ligas los adquirían ya hechos). Nunca podré olvidar la impresión que causamos en Filadelfia y el sueño que veía realizado, cuando los Gigantes salimos del dugout, trotando con nuestros uniformes de lana, todos en negro, con motivos blancos. Nos veíamos regios de verdad. El efecto psicológico de vestir uniformes nuevos y hechos especialmente para cada uno, fue muy pronto notable entre mis jugadores. En cambio los Atléticos de Filadelfia, con sus uniformes de la campaña regular, se veían tristes y desteñidos al lado de nuestros campeones".
Los Gigantes tuvieron varios años de frustración. En 1908, finalizaron empatados con los Cachorros de Chicago, debido a un juego perdido en casa en la temporada, el cual estaba empatado cuando los Cachorros recibieron por parte del ampayer de base Fred Merkle la suspensión del juego. La repetición del juego, que se encontraba empatado, fue perdido por los Gigantes (juego ordenado por la Liga Nacional, por el presidente Harry Pulliam) después de que los aficionados de los Gigantes disgustados quemaron los stands en la mañana del juego, quienes querían que ganaran su segundo título consecutivo, para asistir a la Serie Mundial. El juego de postemporada fue suspendido por la obscuridad en una historia que algunos de los Gigantes le atribuyen al bribón ampayer Bill Kleim. Esto originó un escándalo desastroso para el béisbol, pero Kleim fue honesto y los Gigantes perdieron el duelo entre Christy Mathewson y Modercai "Three Fingered" (Tres Dedos) Brown 4-2 casi sobre el tiempo.
Fue el segundo triunfo en fila en Series Mundiales por el club de Filadelfia. Gracias en gran parte al tercera base Frank Baker, quién había sido bautizado durante la temporada como "Jonrón" porque resultó líder de la Liga Nacional en jonrones con once. El récord de la Americana era de 16 desde 1902, en poder de Socks Seybold, también de los Atléticos. En la Nacional, la marca era de 21 en manos de Frank Schulte, de los Cachorros de Chicago, impuesto este mismo año 1911 en medio de un escándalo, porque se consideraba un número muy exagerado. "Jonrón" Baker, despachó dos de los tres jonrones de la Serie, uno en el segundo juego y otro en el tercero. Ambos fueron decisivos para victorias del equipo de Connie Mack. Pero el mánager, John McGraw consideraba que el triunfo de los Atléticos estaba basado en el acoplamiento perfecto de su infield, ya que nunca pudo descubrir la señales entre ellos.
Después de dos aplazamientoss por lluvia, Fenway Park fue inaugurado el 20 de abril de 1912. Y los Peregrinos, ya se llamaban los Medias Rojas desde 1907. Eran un notable roster y se encontraron en la Serie Mundial a otra potencia. Los Gigantes de Nueva York eran bi-campeones de la Liga Nacional y acudían por segunda vez al clásico de otoño. El jardinero central regular y tercer bate de los Gigantes, uno de los estelares de la época, Fred Snodgrass, no es recordado sin embargo por estas maravillas. Es que accidentalmente, desde luego, abrió la puerta para que su equipo perdiera la Serie Mundial frente a los Medias Rojas. Si él hubiera capturado aquel manso globito, la historia sería otra. La Serie había llegado con tres victorias por lado a un no programado octavo juego, gracias al empate a seis carreras de la segunda fecha, y ese encuentro número ocho figura en la historia como el más espectacular en las Series, junto con el sexto juego de la Serie Mundial de 1975 (Rojos de Cincinnati contra los Medias Rojas de Boston) y el sexto juego de la Serie Mundial de 1986 (Mets de Nueva York contra los Medias Rojas de Boston). El escenario era el nuevo Fenway Park. La tarde, fresca y clara. La Serie apasionante desde el primer día, no sólo llegó a este juego extra, sino que se alargó a extrainnings. Pero en la parte alta del décimo episodio, los Gigantes se fueron arriba 2-1, y con su as de pitcheo, Christy Mathewson, sobre la lomita, se veía un futuro inmediato muy negro para los patirrojos. Sin embargo, en el cierre del décimo inning, el club de Nueva York jamás pudo hacer el último out para su victoria.
El desastre neoyorquino comenzó cuando el mánager del Boston, Jake Stahl, envío a Clyde Engle a batear por el pitcher Smokey Joe Wood. El emergente elevó cómodo al central. Snodgrass recordó tiempo después: "La verdad es que grité que el batazo era mío,y le hice señas a (John) Murray (el jardinero izquierdo) para que se apartara. Pero bueno, se me cayó la bola. Así llegó a segunda la carrera del empate sin out, por lo que todo parecía indicar que habría toque. Los Gigantes jugaron adentro para velar al bateador. Sin embargo, Harry Hooper hizo swing grande y disparó línea potente al jardín derecho. "Vi que la pelota podía pasar sobre mi cabeza", contó Snodgrass, "por lo que corrí hacia atrás", salté tan alto como pude, estiré el brazo, y con el guante volteado, capturé la bola. "Todos olvidan esa atrapada cuando escriben del inning". "Noventa y nueve de cada cien veces, los jardineros no puede agarrar esa bola", comentó Hooper, "pero no se cómo lo hizo Snodgrass para robarme mi triple". La carrera del empate seguía en la segunda con un out. Por base por bolas a Steve Yerkes, llegó la de la victoria a primera. El bateador entonces era Tris Speaker. Elevó un foul que pudo alcanzar el mismo Mathewson o el primera base Fred Merkle, pero se lo dejaron al cácher Chief Meyers, quién no pudo llegarle. En seguida sonó Speaker línea de hit a la derecha, y se empató la pizarra. Además, la carrera de dejarlos en el terreno llegó a tercera. Un out.
El mánager John McGraw ordenó a la defensiva jugar adentro, por supuesto. Y entonces Larry Gardner elevó al jardín derecho, por donde Josh Dévore recibió la pelota y tiró pronto a home. Fue tarde, de todas maneras. Yerkes llegó antes que la pelota. Los Medias Rojas eran campeones mundiales. El escándalo de una fiesta del tamaño del estado de Massachusetts estalló enseguida y se prolongó durante la noche.
Por aquellos primeros años del siglo XX, los bigleaguers solían vociferar acerca de las posibilidades de sus equipos. Por eso, cuando Frank (Jonrón) Baker se enteró de que algunos peloteros de los Gigantes se decían ya ganadores de esta Serie Mundial de 1913, declaró a los reporteros: "¡Mejor que dejen de hacerse los idiotas! Dentro de unos días estaré en Maryland, muy de campeón en el béisbol y cazando patos. Lo cierto era que los Atléticos de Filadelfia, con dos Series Mundiales ganadas, eran favoritos. Además, la Americana tenía tres triunfos seguidos en las Series. El mánager de los Gigantes, el mismo John McGraw que había odiado a la Liga Americana y se opuso por eso a jugar la Serie Mundial de 1904, había cambiado tanto en su actitud, que después del último out del 11 de octubre, corrió al dugout de los Atléticos para felicitar a Connie Mack y a sus peloteros. "Jugaron muy buen béisbol", les dijo, "por lo que merecían ganar. Los felicito a todos", y le dio la mano a Mack.
"Este gesto tuyo habla mucho de tu dignidad", le respondió Mack.
Los Gigantes experimentaron una mezcla de buena y mala suerte en el inicio de 1910's, perdiendo tres títulos de la Serie Mundial en 1911-13 con los Atléticos de Filadelfia, Medias Rojas de Boston y de nuevo con los Atléticos (dos temporadas más tarde, tanto los Gigantes como los Atléticos fueron diezmados al irse a la Liga Federal, estrellas de los equipos, Liga que tuvo una corta vida. Terminaron en el octavo y último lugar de la Liga Nacional. Después de perder en 1917 la Serie Mundial con los Medias Blancas de Chicago (la última Serie ganada por los Medias Blancas de Chicago fue hasta 2005), los Gigantes jugaron en cuatro Series Mundiales en el inicio de 1920, ganando los primeros dos en el Polo Grounds sobre los Yankees de Nueva York (después ganarían los primeros dos de sus muchos títulos, siendo llevados por el joven bateador Babe Ruth), perdiendo contra los Yankees en 1923 después de ser inaugurado el Yankee Stadium en mayo. Perdieron también la Serie Mundial ante los Senadores de Washington ganaron su única Serie Mundial estando en Washington D.C. (antes de cambiarse a Minnesota como los Mellizos antes de la temporada de 1961 y sus Series Mundiales ganadas en 1987 y 1991).

### Traslado a San Francisco
Las tres temporadas posteriores al título de 1954 fueron muy decepcionantes para los Giants. El bajo rendimiento del equipo en el campo trajo consigo un descenso progresivo en la afluencia de público a los Polo Grounds. Horace Stoneham, dueño del equipo, llegó a un acuerdo con la ciudad de San Francisco al mismo tiempo que los Brooklyn Dodgers hacían lo propio con Los Ángeles. Así, el 28 de mayo de 1957 los propietarios de las franquicias de la Liga Nacional aprobaron el traslado de ambos equipos a California.

### 1986-1992: La era de Roger Graig
En agosto de 1992, Bob Lurie acordó la venta de los Giants a un grupo inversor de Florida liderado por el empresario Vince Naimoli que pretendía trasladar el equipo al área de la Bahía de Tampa. Sin embargo, la operación no llegó a producirse porque los dueños de los equipos de la NL no dieron el visto bueno. Finalmente el equipo fue vendido por cien millones de dólares a Peter Magowan, quien mantuvo a los Giants en San Francisco.

### 1993-2007: La era de Barry Bonds

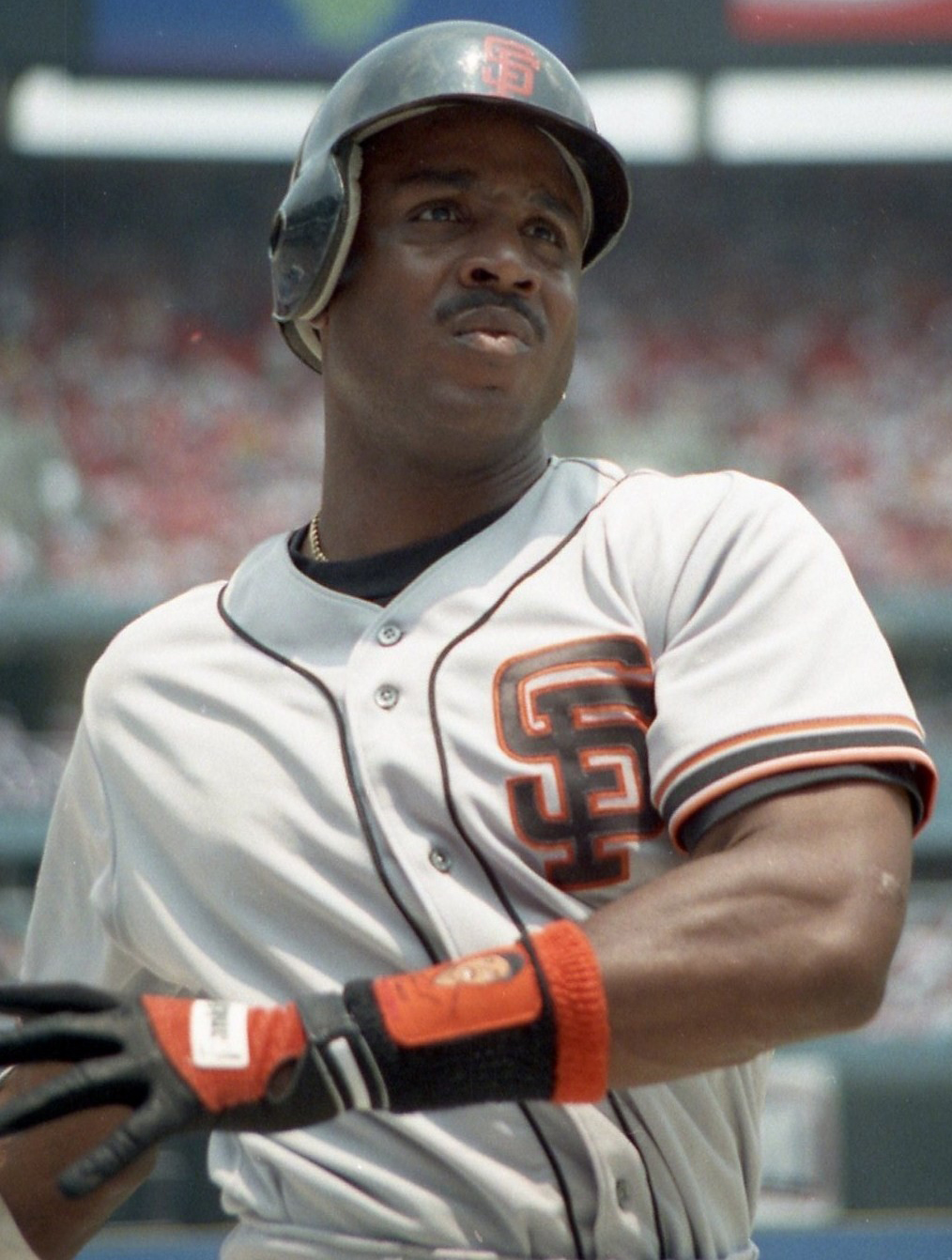
Barry Bonds fichó por los Giants en 1993.

En 1993 los Giants ficharon a Barry Bonds, que venía de ser dos veces MVP de la Liga Nacional con los Pittsburgh Pirates. Bonds firmó un contrato por seis años y US$43 750 000 (equivalente a $92 277 125 en 2023), el más grande de la historia del béisbol en ese momento.

### 2010-2016: Años exitosos
Los Gigantes ganaron el División Oeste de la Liga Nacional por primera vez desde el 2003 después de luchar contra los Padres de San Diego por toda la temporada, desde mayo hasta finales de septiembre. (El término "tortura" fue emitido el 21 de abril en la edición de un programa de 5 minutos previo al juego en la estación de radio KNBR en que presentaban Kruk and Kruip en el Béisbol, después de que los Gigantes perdieran 1-0 ante los Padres de San Diego cuando Jonathan Sánchez había ayudado a los Padres con un solitario hit). El 4 de julio, después de que los Gigantes perdieron la serie de cuatro juegos en gira ante Colorado, tenían a mitad de la temporada récord de 41-40. Pero la racha de Buster Posey dando 21 juegos de hit, cuando fue llamado del equipo de AAA de Fresno, los Gigantes ganaron 19 de sus 24 juegos en julio. En agosto, tuvieron récord perdedor de 13-15, incluidas cuatro series perdidas contra los Bravos de Atlanta, Padres de San Diego, Filis de Filadelfia y Cardenales de San Luis. El 25 de agosto, después de estar abajo 10-1 en el 5° inning, perdieron ante los Rojos de Cincinnati en extra innings en casa, estando a 6.5 juegos detrás de los Padres de San Diego. Tres días después, tuvieron una debacle de 11-3 en casa ante los Diamondbacks de Arizona, con los pitchers Brian Savean, Bruce Bochy y Drew Northfield, como los pitchers inicialistas, quién tenían récord de 5-13 con una promedio de carreras limpias de 5.56 en agosto, incluidas 14 aperturas de juego sin ganar.
Pero los Padres finalmente fallaron al final perdiendo diez juegos en septiembre. El día cinco, los Gigantes llegaron a un juego del primer lugar cuando ganaron 3-0 a los Dodgers. Después ellos perdieron 4 veces en 10 ocasiones, llegando a tener récord de 18-8 llegando al primer lugar en septiembre con tres juegos de ventaja y con un microscópico porcentaje de carreras limpias de 1.78 en total, el más bajo en la Liga Nacional en septiembre, desde la temporada de 1965 realizada por los Dodgers (cuando ellos surgieron sobre los Gigantes y Sandy Koufax tiró el juego perfecto en Chicago). Durante la carrera de septiembre los pitchers de los Gigantes no recibieron más de tres carreras en 18 juegos, la más larga racha de la temporada desde 1920. El título divisional se jugaría en serie de tres juegos en octubre, en casa ante San Diego. Los Gigantes necesitaban ganar un juego para asegurar la división, perdiendo el primero y segundo juego pero ganando el último juego de la temporada regular en una tarde brillante del domingo, 3-0. Jonathan Sánchez quién había hecho el ridículo en agosto cuando falló para hacer bueno la producción de carreras de los Gigantes ante los Padres en las últimas series, lideró el mes de septiembre con un récord de 3-1 (culminando con 3-0 contra los Padres el día final) y un promedio de carreras limpias de 1.17. El cerrador Brian Wilson finalizó empatando el récord de la franquicia en la Ligas Mayores con su juego 48 salvado. Gigantes terminó 51-30 en la segunda mitad de la temporada, con 29-14 contra los oponentes divisionales después de estar 9-20 en la primera mitad.
En el inicio de la temporada de 2010, solo uno (Jim Caple de ESPN.com) comentó más tarde, que ganando la serie divisional contra los Filis de Filadelfia los Gigantes podrían avanzar a la Serie Mundial, cuando muchos de los cronistas y periodistas descartaban a los Gigantes para llegar a la Serie Mundial y no había muchas expectativas que llegaran a los playoffs.
En la Serie Divisional de la Liga Nacional, los Gigantes derrotaron a los Bravos de Atlanta tres juegos a uno. Tin Lincecum ganó el primer juego con un memorable récord de 14 ponches, dos hits y con un desempeño se ganó 1-0 en casa. Cody Ross con dos out, dio sencillo para la solitaria carrera del juego. Después de ir ganado 4-0 el segundo juego, lo perdieron en extra inning por el jonrón memorable de Rick Ankiel. Ganaron el tercer juego en Atlanta, viniendo de atrás en la parte alta del noveno inning, con dos outs y a un strike para perder y con corredor en la primera base, sencillos de Freddy Sánchez y Aubrey Huff seguidos por un error del segunda base Brooks Conrad, el tercero en el juego, permitió la anotación de la carrera ganadora. Wilson retiró en el cierre del noveno a los Bravos para salvar el juego y avanzar al espeluznante cuarto juego, con los Gigantes viniendo de atrás nuevamente pero en el séptimo inning.
En la Serie por el campeonato de la Liga Nacional los Gigantes tomaron ventaja de 3-1 sobre los Filis de Filadelfia, ganando los primeros dos juegos, pero Filadelfia ganó los juegos 3 y 4 en casa. El pitcher inicialista de los Gigantes Tin Lincecum, se enfrentó al pitcher de los Filis Roy Halladay en el juego 5, quién ganaba 4-2 en forma temprana en distracciones de la defensiva de los Gigantes en el tercer inning que fue aprovechado por los Filis para anotar tres carreras, forzando el regreso a Filadelfia. Los Gigantes ganaron con el corazón deteniéndose, 3-2 en el decisivo juego 6 en siete innings de un relevo estelar en el pitcheo, incluyendo a Wilson, el cual salvó el quinto juego del playoff, finalizando con un tercer slider en la esquina de afuera contra Ryan Howard con lo que podría haberse empatado el juego y después a Juan Uribe con dos outs el cual rompió el empate en la parte alta del octavo inning, para ganar la serie del campeonato de la Liga Nacional 4-2 y avanzar para verse las caras con los Rangers de Texas, en la Serie Mundial.
El primer juego de la Serie Mundial de 2010 en San Francisco fue un encuentro altamente anticipado entre el dos veces ganador (2008-2009) del premio Cy Young por la Liga Nacional Tim Lincecum contra el ganador del Cy Young de la Liga Americana (no derrotado en juego de postemporada) Cliff Lee por los Rangers de Texas. Pero el duelo anticipado de los pitchers no duró mucho ya que los Gigantes ganaron el primer juego 11-7 liderados por Freddy Sánchez quién impuso récord en la Serie Mundial por ser el primero en dar tres dobles en sus tres primeros turnos al bate y Juan Uribe, quién impulsó tres carreras con su segundo jonrón en juegos consecutivos. Los Gigantes también anotaron más carreras (6) en la mitad de un inning en la Serie Mundial desde 1933 (cuando también ganaron la Serie Mundial, contra los Senadores de Washington). Al día siguiente, los Gigantes ganaron el segundo juego, cuando rompieron el pitcheo abridor 2-0 entre el duelo de Matt Cain (7 2/3 innings lanzados) y C.J. Wilson después de que el pitcheo de los Rangers había otorgado 4 bases por bolas y recibido 7 carreras de los Gigantes en el cierre del octavo para un 9-0 con lo cual los Gigantes ganaron. El tercer juego en Arlington, Texas ganó 4-2 en donde el bateador novato de los Rangers y primera base Mitch Moreland en el segundo inning produce tres carreras con jonrón sobre Jonhatan Sánchez, el superestrella Josh Hamilton empuja una sola en el quinto. Pero en el cuarto juego, el pitcher derecho inicialista Madison Bumgarner, quién había maniatado a los Rangers por 8 episodios en una tarde caliente de un domingo de Halloween con jonrones de Aubrey Huff y Buster Posey, llevaron al equipo a una victoria de 4-0, Wilson otra vez finalizó adecuadamente el noveno inning. Bajo el mando de Tim Lincecum, los Gigantes ganaron la Serie Mundial por 3-1 el quinto juego, para su primer campeonato de la Serie Mundial para la franquicia de los Gigantes desde 1954 cuando derrotaron a los Indios de Cleveland. Lincecum fue mejor que Cliff Lee en el duelo de pitcheo hasta que se reflejó en la pizarra cuando Edgar Rentería dio un hit que produjo tres carreras a un slider de Lee con dos outs en el séptimo inning. Nelson Cruz dio jonrón en el cierre del inning, pero Lincecum regresó el dominio y se preservó la victoria por salvamento del cerrador Brian Wilson que no permitió anotación en el noveno inning ponchando a Cruz el cual abanicó una lanzamiento rápido para terminar. Edgar Renteria fue nombrado el Jugador Más Valioso de la Serie Mundial. Curiosamente, los juegos ganados y perdidos por los Gigantes fueron idénticos a la Serie Mundial de 1933 la cual ganaron sobre los primeros Senadores de Washington (los futuros Mellizos de Minnesota a partir de 1961), perdiendo solo el tercer juego en gira (1933 en Washington y 2010 en Texas).
El equipo campeón fue primero por:
Gigantes:
- Primer campeonato mundial desde 1954, cuando todavía estaban en Nueva York.
- Primer campeonato mundial desde su mudanza a San Francisco en 1958.

Ciudad de San Francisco:
- Primer campeonato de Serie Mundial.
- Primer equipo deportivo que es campeón desde que los 49's de San Francisco ganaron el Super Bowl (Tazón) XXIX en enero de 1995.

El Área de la Bahía de San Francisco:
- Primera Serie Mundial desde que los Atléticos de Oakland derrotaron a los Gigantes en 1989.
- Primer equipo deportivo que es campeón desde que los 49's ganaron el Super Bowl XXIX.

Con su victoria en la Serie Mundial de 2010, los Gigantes también fueron el segundo equipo de las Ligas Mayores de Béisbol, (después de los Cardenales de San Luis), en ganar un campeonato mundial en tres diferentes siglos: 1800s, 1900s, y 2000s.
El 26 de septiembre de 2015, el novato Jarret Parker se convirtió en el primer jugador de los Giants que logra por lo menos tres jonrones y siete carreras impulsadas en un partido desde Willie Mays hace 54 años para que San Francisco se impusiera 14-10 a Oakland Athletics.
Se inicia esta temporada con una nota oscura, cuando un fanático de los Gigantes, el paramédico Bryan Stow sufrió una agresión en su cabeza que puso en riesgo su vida, ocasionada por un ataque de dos fanáticos de los Dodgers en el estacionamiento del Dodger Stadium el día de la inauguración en donde ellos lo insultaron en los pasillos durante el juego. Como la tragedia del 25de mayo en extra innings cuando el utility de los Marlines de Florida Scott Cousins se estrelló contra el jom de los Gigantes bloqueado por el Novato del Año el cácher Buster Posey y se deslizó a jom con la eventual carrera ganadora de los Marlines. San Francisco terminó la temporada de 2011 con un récord de 86-76, extendiendo al segundo lugar en el Oeste de la Liga Nacional a 8 juegos detrás del ganador de la Serie Divisional los Cascabeles/Coralillos de Arizona sin tener bateo y por lesiones en jugadores claves (como el segunda base Freddy Sánchez en mayo, la lesión de Posey y del pitcher cerrador Brian Wilson en agosto.
Dos años después volvieron a ganar la Serie Mundial de 2012 ante los Detroit Tigers, esta vez en solamente 4 partidos. Venezolano Pablo Sandoval fue nombrado el Jugador Más Valioso de la Serie Mundial.
Los Gigantes iniciaron jugando la temporada con un bateo debajo de .500, con los Dodgers en segundo lugar por más de la primera mitad de la temporada a 7.5 juegos detrás a fines del mes de mayo. Pero un 17-10 en junio por los Gigantes (incluyendo victorias en la casa de los Dodgers) mientras los Dodgers caían en un slump de 11-17 poniendo a los Gigantes a la cabeza por un juego a finales de ese mes. Los Gigantes y los Dodgers continuaron luchando por los lugares hasta que el 20 de agosto, una caída de juego de los Dodgers, dio a los Gigantes el liderato. El 13 de junio, Matt Cain lanzó el primer juego perfecto en 130 años de historia de la franquicia, contra los Astros de Houston en el AT&T Pak.
Melky Cabrera fue nominado como el Jugador Más Valioso del Juego de Estrellas. Matt Cain fue el pitcher inicialista ganador. Pablo Sandoval fue el primer jugador en la historia de los Juegos de Estrellas en dar un triple con las bases llenas. Los Gigantes adquirieron en el receso al jardinero derecho Hunter Pence de los Filis de Filadelfia y al segunda base Marco Scutaro de los Rocosos de Colorado. El 15 de agosto, Cabrera fue suspendido por las Ligas Mayores por 50 juegos por dar positivo un examen (antidopaje) con una droga para mejorar el desempeño. Después de la pérdida de su mejor bateador en ese tiempo de la suspensión (.346) y los Dodgers hicieron varios tratos, pero los Gigantes ganaron la División del Oeste en 2012, liderados por Scutaro que tuvo una racha de 20 juegos dando de hit en los últimos veinte juegos de la temporada regular para un promedio de .306 y el Más Valioso Jugador de la Liga Nacional para Buster Posey, siendo líder de la Liga con bateo de .336.
El 11 de octubre, los Gigantes fue el primer equipo de la Liga Nacional en regresar de un déficit de 2-0 en la Serie Divisional de la Liga Nacional sobre los Rojos de Cincinnati en racha de tres juegos en gira. Los Gigantes fueron sencillamente dominados en el juego uno y dos en casa, perdiendo 5-2 y 9-0 respectivamente. En el juego tres, la ofensiva de los Gigantes continuó con bajo desempeño, pero el inicialista de los Gigantes Ryan Vogelsong y el bullpen detuvo y superó el reto, con un desempeño de un solo hit contra el pitcher Homer Leake y tomando ventaja crucial de un pasbol de Ryan Hannigan y un error en el fildeo de Scott Rolen se ganó en 10 episodios 2-1. El juego número cuatro, la ofensiva de los Gigantes finalmente despertó dando al inicialista emergente Mike Leake una temprana y cómoda ventaje por 3 jonrones, ganando 8-3. El juego número 5 se inició con un duelo de pitcheo, pero el pitcher de los Rojos Mat Latos explotó en el 5° inning, cuando fue blanco de 6 carreras, incluyendo el crucial grand slam (jonrón con casa llena) de Buster Posey. Los Gigantes con el pitcher inicialista Matt Cain se encontraba abajo por tres carreras que le habían dado, peo se cortó el déficit a 6-3, con una sólida defensa que evitó mayor daño. En el inning final, los Rojos anotaron una carrera más, pero Sergio Romo ganó la batalla con 12 lanzamientos con Jay Bruce y ponche a Scott Rolen con lo cual se completó el regreso.
Los Cardenales de San Luis ganaron tres de los primeros cuatro juegos en la Serie por el Campeonato de la Liga Nacional. En el juego uno, los Gigantes caían 6-0 en el inicio, pero realizaron un regreso, pero perdiendo 6-4. El juego número dos vio a los Gignates obtener su primera victoria de postemporada de 2012 en casa, con Ryan Vogelsong deteniendo a los Cardenales en una carrera. Angel Pagan terminó el juego con un jonrón, y los Gigantes anotaron cuatro carreras en el 4° inning con marcador de 8-1. En los juegos tres y cuatro, los Gigantes revirtieron su racha ofensiva, perdiendo 3-1 y 8-3 respectivamente. Barry Zito, quién había estado fuera del roster de la postemporada de 2010, guio a los Gigantes a ganar 5-0 en el juego cinco, lanzando 7 entradas y 2/3. Un error de Lance Lynn originó 4 carreras en el cuarto inning y Pablo Sandoval agregó una carrera con un jonrón en el octavo inning. En el juego número seis, los Gigantes dominaron al pitcher contrario Chris Carpenter, anotando 5 carreras solo en los dos primeros innings. Ryan Vogelsong fue otra vez dominante y tuvo la victoria 6-1. El juego número siete, los Gigantes anotaron temprano y nunca miraron hacia atrás, sobre todo cuando un bate roto sirvió para un doblete por Hunter Pence en la quinta carrera del tercer inning. El inicialista de los Gigantes Matt Cain estuvo sólido en el juego y el cerrador Sergio Romo obligó a Matt Holliday a dar un elevado a Marco Scutaro en la victoria de 9-0, realizando otro regreso. Scutaro fue elegido el Jugador Más Valioso en la Serie de Campeonato de la Liga Nacional con .500 de promedio.
Los Gigantes ganaron el primer juego de la Serie Mundial contra los Tigres de Detroit, con Pablo Sandoval siendo el cuarto jugador en la historia de las Ligas Mayores de Béisbol en dar tres jonrones en un juego de la Serie Mundial (en sus primeras tres veces al bat). El as del pitcheo de los Tigres Justin Verlander, recibió cinco carreras, más de lo que él había recibido en sus tres juegos de postemporada combinados, mientras Barry Zito limitaba a los Tigres a una carrera en la victoria 8-3. El juego número dos, el pitcher inicialista Madison Bumgarner quién recibió diez carreras en sus dos primeros innings, encontró su forma, lanzó siete innings y recibió la ayuda de una jugada defensiva de Prince Fielder quién cubrió el plato durante el segundo inning. El pitcher contrario Doug Fister retó a Bumgarner, pero por poco tiempo y los Gigantes ganaron 2-0.
Iniciando la temporada de 2013 se vio a los Gigantes situados en el primer lugar del Oeste de la Liga Nacional. Comenzando mayo, durante los juegos de gira en Toronto, los Gigantes tuvieron un lento descenso hasta el último lugar del Oeste de la Liga Nacional. Los Gigantes empezaron una racha perdedora por bateo y por defensiva, debido a varias lesiones en los jugadores claves a través de la temporada (el más notable Angel Pagan, quien sufrió una lesión muscular severa a mitad de la temporada y estuvo fuera por 12 semanas) y en donde tuvieron un juego sin hit ni carrera contra los Rojos de Cincinnati. Buster Posey, quién había ganado el año anterior el título de bateo, y que su experiencia apoyaba el desempeño del equipo, dio 15 jonrones (y solo dos en la segunda mitad de la temporada) y su slumping fue de .294 de porcentaje. Mientras los Gigantes jugaban bien en su división, ganaron la serie de temporada cada vez en la división Oeste de la Liga Nacional (incluido récord de 11-8 contra su rival los Dodgers de Los Angeles, quienes pondrían fin cuando ganaron el Oeste de la Liga Nacional), con solo 32-54 fuera de su división (incluido en la Liga Mayor de Béisbol, el segundo peor récord con 6-14 en los juegos interliga), con su única temporada victoriosa fuera del Oeste de la Liga Americana contra los Bravos de Atlanta. En varias series, los Gigantes anotaron 5 carreras o menos, como sucedió contra los Medias Rojas de Boston (21-4 y serie perdida 2-1), contra los Yankees (12-3 y serie perdida 2-1), contra los Cardenales en San Luis (17-5 serie perdida 2-1) y contra los Cachorros en San Francisco (6-3 y serie empatada). A mediados del mes de agosto, los Gigantes empezaron a jugar con eficiencia (brillando 19-3 sobre su rival los Dodgers de Los Angeles) y finalizaron la temporada empatando el tercer lugar con los Padres de San Diego después de un breve resurgimiento. Al terminar la temporada, los Gigantes firmaron al jardinero derecho Hunter Pence por un contrato de cinco años y 90 millones de dólares. Los Gigantes terminaron la temporada de 2013, con un récord de 76-86 y un porcentaje de .469 siendo su primera temporada perdedora desde 2008 con uno de los peores récords que había tenido un equipo ganador un año antes de la Serie Mundial, detrás solo de los Marlines de Florida en 1998.
La temporada de 2014, se inició con una gran promesa para los Gigantes. El jardinero Michael Morse y el pitcher inicialista Tim Hudson fueron adquiridos en la postemporada, sumando a la deteriorada ofensiva y mejorando la rotación del pitcheo abridor. En este punto los Gigantes, tenían muchos ganados y pocos perdidos, con récord de 42-21. Pero tres juegos perdidos de cuatro ante los Nacionales de Washington, iniciaron su declive. Este siguió cuando perdieron la siguiente serie ante los Rocosos de Colorado en casa (con salvamento en los primeros dos juegos y perdiendo 6-3 en el tercero) aceleraron su caída libre en el standing para San Francisco, el cual se vio a 9.5 juegos del líder los Dodgers de Los Angeles. Otro desempeño oscuro fue la pérdida de cuatro juegos en el AT&T Park en Serie ante los Rojos de Cincinnati. Angel Pagan tuvo una lesión extensa en la segunda parte de la temporada, Brandon Belt tuvo un concusión cuando recibió un pelotazo en la cara en el juego de práctica y Matt Cain requirió al terminar la temporada de cirugía del codo.
Pese a los esfuerzos realizados por los Gigantes no pudieron alcanzar al primer lugar y posterior ganador de la Serie Divisional, los Dodgers de Los Angeles. Por ser el segundo mejor lugar, se enfrentaría a otro segundo lugar: los Piratas de Pittsburgh por el wild card. Los ganadores fueron los Gigantes de San Francisco que ganaron 8-0 a los Piratas.
Los Gigantes terminaron la temporada con récord de 88-74, la primera vez en la era del béisbol moderno que llegaban a la postemporada por debajo de los 90 juegos ganados. Después de esto, a jugar el wild card contra los Piratas de Pittsburgh con victoria de 8-0 con Bumgarner lanzando el juego completo y Brandon Crawford dando un grand slam (jonrón con casa llena) al pitcher inicialista de los Piratas Edinson Volquez, el primero en la historia de postemporada de las Ligas Mayores de Béisbol para un shorstop. A pesar de los problemas que tuvieron en la segunda mitad, les alcanzó a los Gigantes para calificar por segunda ocasión por wild card, con una combinación de jugadores veteranos con experiencia de postemporada y novatos talentosos como Joe Panik y Hunter Strickland que fueron formidables oponentes en los playoffs. Y de aquí a verse las caras con los Nacionales de Washington.
Un revés muy doloroso para los Nacionales, la mejor novena del viejo circuito, porque estuvieron a un out de llevarse el triunfo con una brillante labor monticular de su abridor Jordan Zimmermann, quién apenas toleró tres hits en 8 entradas con dos tercios. El venezolano Yusmeiro Petit entró en el duodécimo episodio y colgó seis argollas, apenas toleró un hit con tres bases por bolas y siete ponches. Hunter Strickland terminó el encuentro para apuntarse salvamento.
Zimmermann abandonó el encuentro en el cierre del noveno rollo, dejó a dos hombres en las bases. drew Store aceptó doblete de Pablo Sandoval que empató las acciones y estuvieron cerca de ganar, pero enfriaron en la registradora a Buster Posey. La artillería local se desesperó, buscaban terminar el encuentro con un solo swing, o dejaban pasar el tercer strike. Asdrubal Cabrera se fue expulsado al reclamarle al ampayer principal Vic Carapazza en el décimo acto, donde también se fue a los vestidores el mánager Matt Williams. Tanner Roark entró a relevar en la entrada 17 y colgó cero, incluso bateó en la parte baja y dio una rola a las paradas cortas. De inmediato paso a Belt en 0-2 pero después vinieron tres pelotas malas y la cuenta se llenó. Vino con una recta cómoda para el bateador de los Gigantes que dio su segundo jonrón en su carrera en postemporada.
Cuarto juego: Jon Panik anotó con un lanzamiento descontrolado del relevista Aaron Barrett en el fondo del séptimo capítulo para romper un empate y los Gigantes de San Francisco derrotaron 3-2 a los Nacionales de Washington en el cuarto encuentro de la Serie Divisional y ahora enfrentarán a los Cardenales de San Luis por su boleto al Clásico de Otoño. Gigantes tuvo la suerte de su lado. Sus tres carreras las fabricó sin sacar la bola del cuadro, en parte porque el mánager de los Nacionales Matt Williams confió en la gente joven sin experiencia y que fácilmente fueron víctimas de los nervios.
El zurdo Gío González abrió la novena de Washington, aunque colgó el cero en el primer capítulo, pasó problemas´para salir adelante, pero en el segundo rollo el mundo se le vino abajo. Con uno fuera, Brandon Crawford dio sencillo, Juan Pérez se embazó en una pifia del propio lanzador. Ryan Vogelson hizo por cu causa al tocar la bola de manera excelente para congestionar las almohadillas. Los nervios invadieron a González, quién otorgó pasaporte a Gregor Blanco y de "caballito" Gigantes tomó la delantera. Una rola lenta por el rumbo del primer cojín de Joe Panik permitió timbrar a Pérez con la segunda anotación.
Vogelson retiró a 10 bateadores hasta que Ian Desmond por los Nacionales, abrió el quinto rollo con indiscutible y anotó con doblete de Bryce Harper para acercarse en la pizarra. Bruce Bochy decidió cambiarlo en el sexto episodio, después de que sus rivales hicieron dos sólidos contactos, pero para fortuna de los locales fueron atrapados por el jardinero derecho Hunter Pence, el último de ellos un extrabase a Jayson Werth.
Nacionales logró empatar el encuentro en la séptima ronda, donde Bryce Harper nuevamente hizo de las suyas al prender una recta al relevista Hunter Strickland para empatar el encuentro. Por desgracia Harper no tuvo el respaldo de sus compañeros, que apenas dieron cuatro indiscutibles.
Matt Thorton había hecho un buen relevo desde el quinto tramo, pero en el cierre de la séptima entrada, con un out. Panik y Buster Posey empalmaron imparables que marcó su salida y el ingreso de Aaron Barrett, quién de inmediato dio muestras de su descontrol al caminar a Pence para llenar las almohadillas. Su mánager Matt Williams lo dejó y en el pecado llevó la penitencia al hacer un lanzamiento descontrolado que permitió timbrar a Panik con la carrera que al final sería el pase a la Serie de Campeonato de la Liga Nacional. Barret siguió con su descontrol, pero corrió con suerte al sacar en jom a Posey, que intentaba anotar, mientras Pablo Sandoval, llegó a la inicial con una base por bolas intencional. Rafael Soriano entró a sacar el último tercio del episodio, pero ya era demasiado tarde. Strickland fue el pitcher ganador con relevos del mexicano Sergio Romo en el octavo inning y de Sergio Casillas en la novena. La victoria de los Gigantes novena en la postemporada, pasó el récord de la Gran Máquina Roja los Rojos de Cincinnati, para un nuevo récord en la Liga Nacional. Este récord se extendió en el siguiente juego maratónico de 18 innings (el más largo hasta la fecha), en donde el excelente pitcheo de los Gigantes por el inicialista Tim Hudson y el eventual ganador del juego Yusmeiro Petit, con el novato Strickland obteniendo el salvamento. Los Gigantes estuvieron a punto de perder después de 9 innings. Los Gigantes se verán las caras con los Cardenales de San Luis, una repetición de la Serie por el campeonato de la Liga Nacional de 2012.
Un mal tiro del relevista zurdo Randy Choate a la primera base permitió anotar a Brandon Crawford con la carrera del triunfo en el cierre del décimo episodio para que los Gigantes de San Francisco superaran 5-4 a los Cardenales de San Luis y se colocaran adelante en la Serie de Campeonato de la Liga Nacional 2-1. Apenas la noche del domingo, Cardenales había dejado en el terreno a sus rivales con un cuadrangular, ahora fue el turno de los Gigantes, quienes habían dejado escapar una ventaja de cuatro anotaciones. AJ Pierzynski estuvo como el receptor de los visitantes en lugar de Yadier Molina. San Luis volvió al At&T Park desde que perdió el juego 6 y 7 de la Serie del Campeonato de 2012.
Crawford gestionó boleto gratis en ocho lanzamientos en el comienzo del décimo episodio. Con ello terminó una racha de 16 Gigantes retirados en fila desde que Tim Hudson pegó un sencillo en la cuarta entrada, con dos outs. Luego de que falló en dos intentos de sacrificio y un foul, el dominicano Juan Pérez conectó sencillo, lo que trajo a Gregor Blanco a la caja de bateo. El venezolano Blanco también falló en su primer intento por tocar la pelota, pero en el siguiente lo consiguió y colocó la esférica hacia la izquierda del montículo, y el tiro del zurdo Choate fue abierto a la primera almohadilla, donde había asistido el intermediarista Kolten Wong, quién por más esfuerzo que hizo no pudo quedarse con la bola, mientras Crawford anotaba la carrera del triunfo. El mexicano Jorge Romo entró a sacar el último out de la parte alta de la décima entrada, el zurdo Javier López había dejado un hombre en las bases. Gracias a un buen lance del tercera base Pablo Sandoval por la raya de la tercera colchoneta salieron ilesos. Gigantes timbró en cuatro ocasiones en el primer acto ante el experimentado John Lackey, quién después de ese descuido, no permitió ninguna otra libertad.
Randal Grichuk había empatado el encuentro con un jonrón solitario en el séptimo inning, para poner fin a la labor del abridor Tim Hudson. San Luis apenas dio 105 cuadrangulares en la campaña regular y ahora en postemporada acumula 12 en siete encuentros, ocho de ellos a partir del séptimo inning.
El 15 de octubre de 2014 se realizó el cuarto juego de la Serie de Campeonato de la Liga Nacional. Gustler Posey remolcó tres carreras, la última de ellas para coronar un ataque de tres anotaciones en el fondo del sexto capítulo para que los Gigantes de San Francisco reaccionaran a tiempo para derrotar a los Cardenales de San Luis 6-4 en la Serie del Campeonato de la Liga Nacional y se colocaron a un triunfo de llegar al Clásico de Otoño, al tomar ventaja de 3-1 Dos titubeos del primera base Matt Adams abrieron las puertas para que los locales dieran la vuelta a la pizarra y los Cardenales ligaron su cuarto fracaso consecutivo en el AT&T Park y uno más lo eliminaría una vez más. San Luis mandará a su mejor carta Adam Wainwright, quién en postemporada ha quedado a deber y tendrá como rival de montículo al zurdo Madison Bumgamer. Un día después que el relevista zurdo Randy Choate cometiera un error con el toque de Gregor Blanco y permitió que los Gigantes anotaran la carrera del triunfo en el décimo rollo, los descuidos volvieron a estar presentes.
Matt Carpenter dio doblete y anotó con imparable de Adams ante la serpentina de Ryan Vogelsong, quién en apenas tres entradas de labor toleró siete hits para cuatro anotaciones. Un elevado de sacrificio de Posey en el cierre del primer acto igualó la pizarra, pero los Cardenales parecían venir dispuestos a emparejar la serie. Kolten Wong dio doblete y anotó con sencillo de AJ Pierzynski y agregaron dos más en el tercero, la primera en una rola para doble matanza de Johnny Peralta y la segunda con el segundo bambinazo en la serie de Wong, pero los de casa lograron acercarse, al timbrar en dos ocasiones, con sencillos de Posey y Hunter Pence. El zurdo Marco González entró a relevar y caminó a Juan Pérez y Brandon Crawford agregó sencillo. Matt Duffy se sacrificó para avanzar a sus compañeros. Gregor Blanco sacó un machucón por el rumbo de la inicial, donde Adams se tardó en atrapar la bola y tiró apresurado a la registradora para que timbrará Pérez la carrera del empate. Con hombres en las esquinas, Joe Panik dio una rola al primer cojín en donde Adams en lugar de tirar a la segunda almohadilla, primero pisó la inicial y después tiró a la intermedia donde Blanco llegó a salvo, mientras Crawford timbraba la carrera del desempate. Finalmente Posey remolcó su tercera carrera de la noche con imparable.
Esta postemporada continúa siendo un tanto rara, los equipos con los mejores registros en el calendario regular Anaheim y Washington eliminados en la primera ronda, horas antes de este partido. Orioles de Baltimore, la novena con más jonrones fue enviada a casa por el equipo con menos batazos de vuelta entera, los Reales de Kansas City. San Luis fue el cuarto lugar en la Liga Nacional y octava en las Mayores al cometer tan solo 88 errores, pero descuidos en sus jugadores los tienen al borde de la eliminación. La ausencia del puertorriqueño Yadier Molina volvió a ser definitiva, el bullpen de nuevo cuenta se vino abajo, además que Pierzynski y el joven Tony Cruz han permitido que los corredores avanzaran en las colchonetas. Pierzynski permitió que Hunter Pence se robara la segunda almohadilla y Blanco anotó en el primer episodio al soltar el tiro del jardinero Jon Jay en el primer capítulo. Bruce Rochy no le tuvo mucha paciencia a sus lanzadores, utilizó a siete, entre ellos Yusmeiro Petit quién fue el ganador en labor de tres innings. El mexicano Sergio Romo se hizo cargo de la octava, donde recetó un ponche y permitió un sencillo, terminó para su segundo salvamente Santiago Casillas.
El 16 de octubre de 2014, se inició el quinto juego de la Serie del Campeonato de la Liga Nacional. Travis Ishikawa prendió un lanzamiento del relevista Michael Wacha para depositar la pelota atrás de la barda del jardín derecho con dos compañeros en las colchonetas en el fondo del noveno capítulo y los Gigantes de San Francisco derrotaron 6-3 a los Cardenales de San Luis para obtener su pase al Clásico de Otoño al llevarse la Serie del Campeonato de la Liga Nacional 4 juegos a uno. A partir del martes, los Gigantes visitarán a los sorprendentes Reales de Kansas City en una inédita final, donde los dos equipos que llegaron como comodines (wild card), ahora disputarán el campeonato. Bruce Gochy dio de nueva cuenta una cátedra a su rival Michael Matheny y por segunda ocasión en tres años los eliminaron de la contienda. San Francisco le ha ganado cinco partidos en fila a San Luis en el AT&T Park. Gigantes ha ganado tres títulos de la Liga Nacional en cinco años.
Adam Wainwright tuvo su tercera salida en los playoffs y fue la mejor, al lanzar siete entradas, retiró a sus últimos diez rivales, dejó el partido con la ventaja de 3-2 pero sus relevos lo echaron todo a perder. Las dos rayitas que aceptó fue bambinazo de Joe Panik. Su rival Madison Bungarner permitió dos solitarios jonrones de Matt Adams y Tony Cruz en el cuarto acto. Pat Neshek fue recibido en el octavo rollo con cuadrangular del emergente Michael Morse para empatar la pizarra, aunque dominó a sus siguientes tres enemigos, el daño ya estaba hecho. Michael Wacha lanzó por primera vez en la postemporada y después de ser un brazo confiable hace un año, ahora lo relegaron al bullpen y fracasó.
Los visitantes dejaron la casa llena en la parte alta de la novena ronda, gracias a que Bochy le trajo al relevista zurdo Jeremy Affeldi para enfrentar al emergente zurdo Oscar Taveras y lo dominó con una rola a sus propias manos. En el cierre Pablo Sandoval le dio la bienvenida a Wacha con sencillo y fue sustituido por Joaquín Arias, tras caer el primer out, Brandon Belt recibió pasaporte y cuando todo mundo pensaba que removerían a Wacha por el zurdo Randy Choate para encarar al también zurdo Ishikawa, solamente entraron a platicar con él. Un swing de Ishikawa decidió todo y estuvo cerca de no llegar a la registradora porque sus compañeros lo abrazaban en su recorrido. Sandoval extendió a 22 juegos de postemporada consecutivos embasándose. Burganer resultó El Jugador Más Valioso por sus dos primeras salidas en postemporada ante Pittsburgh y San Luis.

## Estadio

### Antiguos terrenos de juego
- Polo Grounds (1883-1957).
- Seals Stadium (1958-1959).
- Candlestick Park (1960-1999).

## Jugadores

### Números retirados

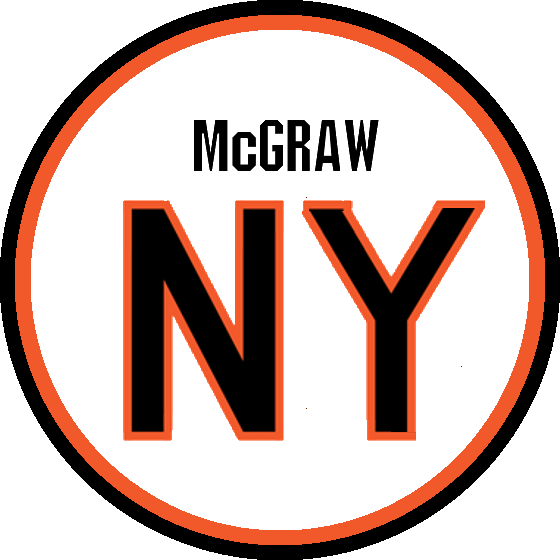
John McGraw (3B y mánager). Honorado en 1988.
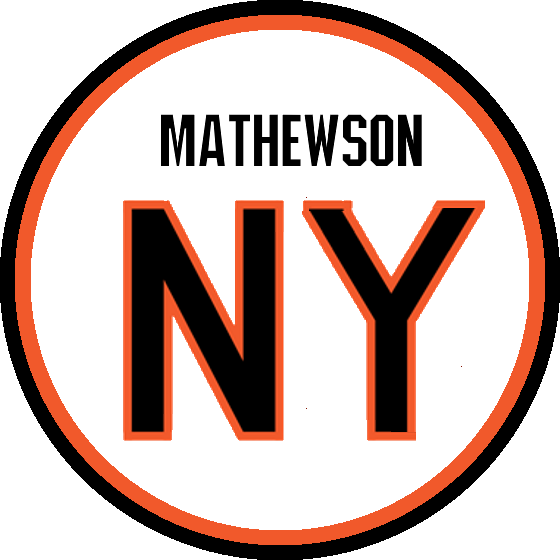
Christy Mathewson (P). Honorado en 1988.
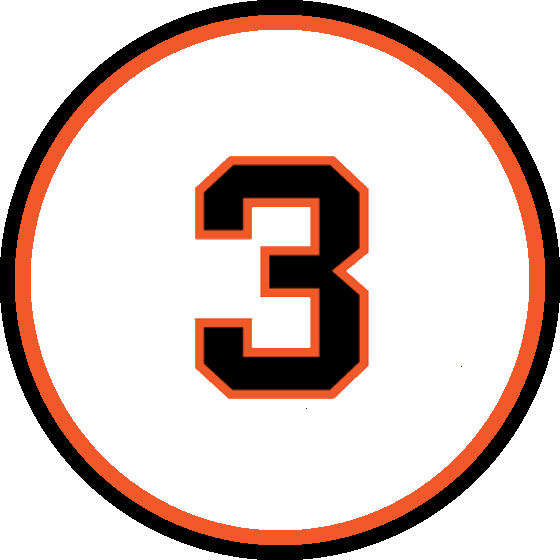
Bill Terry (1B y mánager). Retirado en 1984.
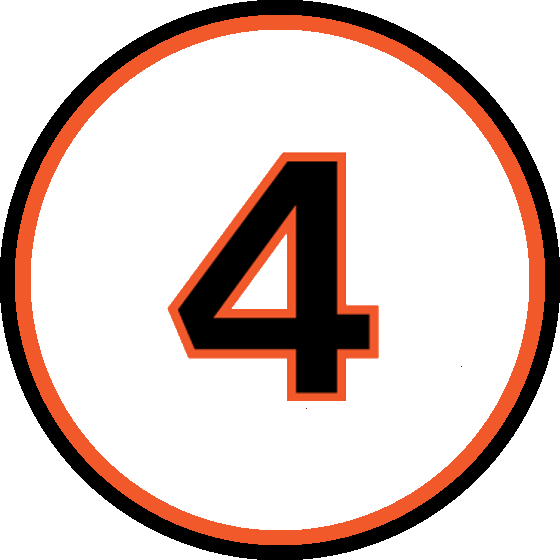
Mel Ott (RF y mánager). Retirado en 1949.
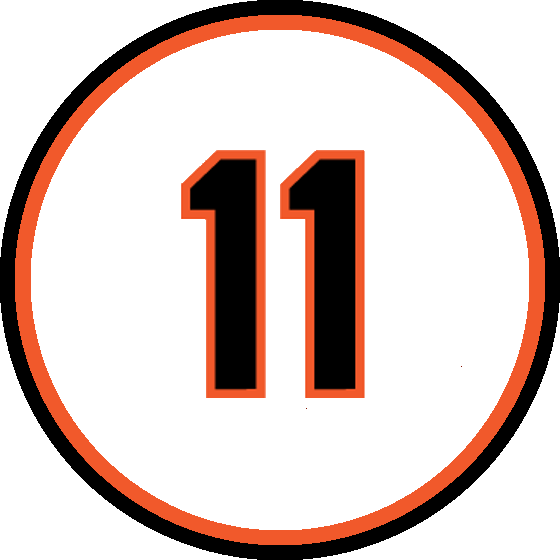
Carl Hubbell (P). Retirado en 1944.
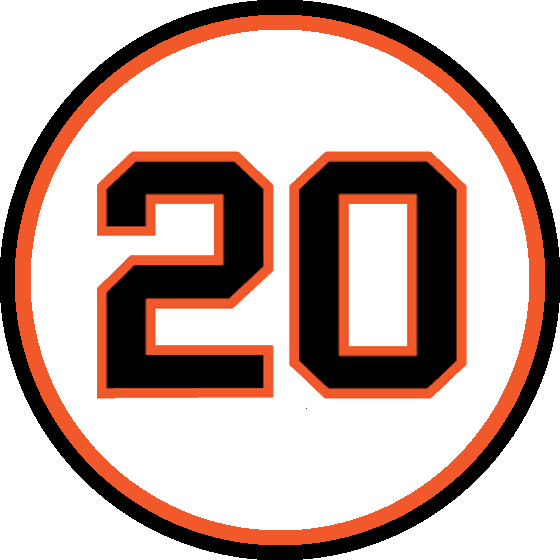
Monte Irvin (LF). Retirado el 26 de junio de 2010.
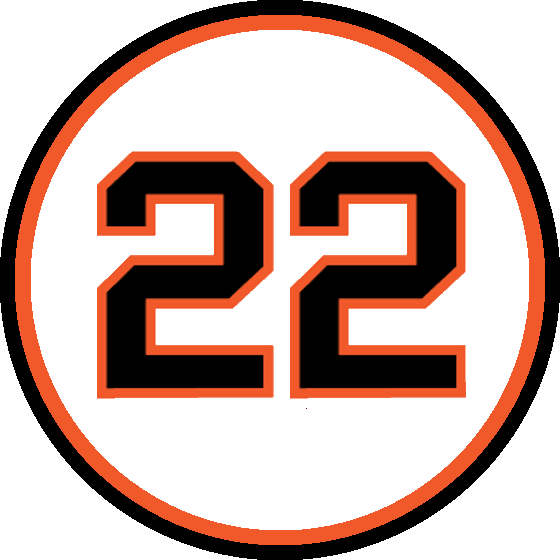
Will Clark (1B). Retirado el 30 de julio de 2022.
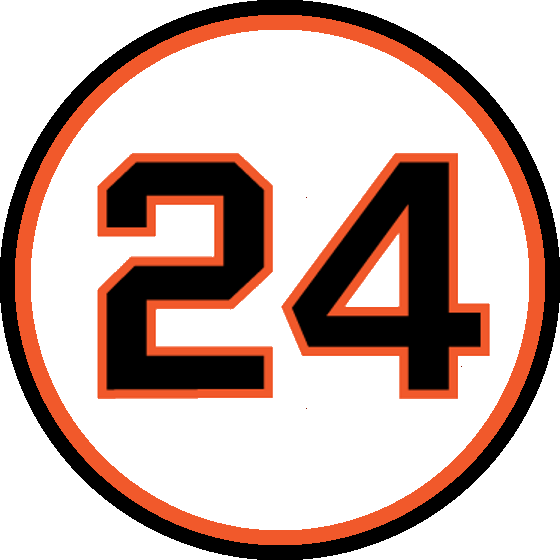
Willie Mays (CF). Retirado el 12 de mayo de 1972.
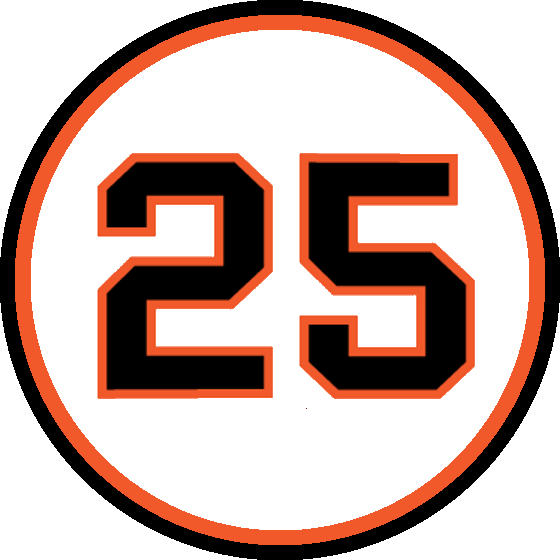
Barry Bonds (LF). Retirado el 11 de agosto de 2018.
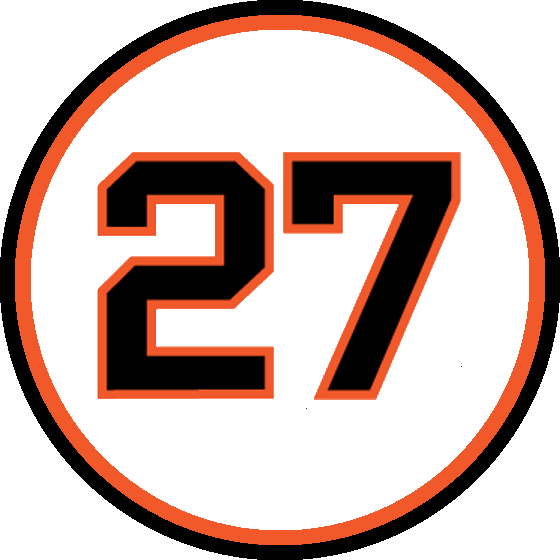
Juan Marichal (P). Retirado en 1975.
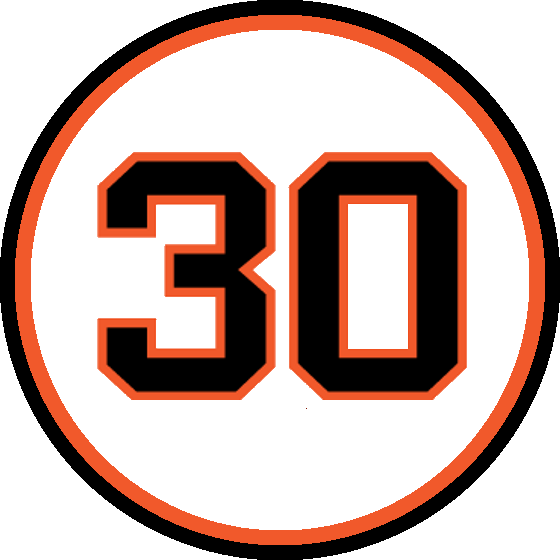
Orlando Cepeda (1B). Retirado el 11 de julio de 1999.
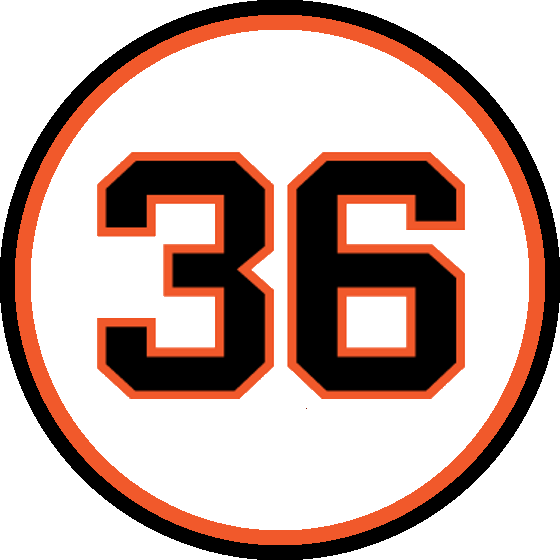
Gaylord Perry (P). Retirado el 23 de julio de 2005.
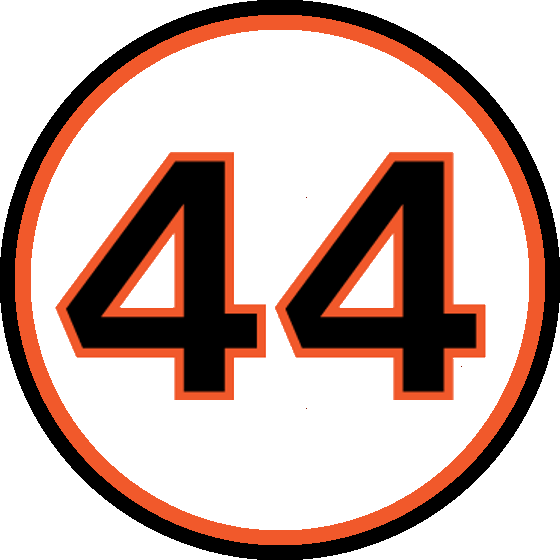
Willie McCovey (1B). Retirado el 21 de septiembre de 1980.
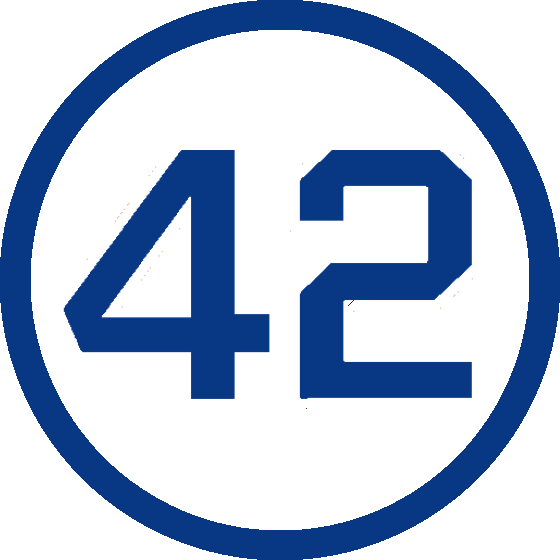
Jackie Robinson (2B). Retirado de toda la MLB el 15 de abril de 1997.

### Miembros del Salón de la Fama
| - Dave Bancroft - Jake Beckley - Roger Bresnahan - Dan Brouthers - Jesse Burkett - Steve Carlton - Orlando Cepeda - Roger Connor - George Davis - Buck Ewing - Frankie Frisch - Burleigh Grimes - Gabby Hartnett - Rogers Hornsby - Waite Hoyt - Carl Hubbell - Monte Irvin |  | - Travis Jackson - Tim Keefe - Willie Keeler - George Kelly - King Kelly - Tony Lazzeri - Freddie Lindstrom - Ernie Lombardi - Juan Marichal - Rube Marquard - Christy Mathewson - Willie Mays - Willie McCovey - Joe McGinnity - John McGraw - Bill McKechnie - Joe Medwick |  | - Johnny Mize - Joe Morgan - Jim O'Rourke - Mel Ott - Gaylord Perry - Edd Roush - Amos Rusie - Red Schoendienst - Duke Snider - Warren Spahn - Casey Stengel - Bill Terry - (John) Monte Ward - Mickey Welch - Hoyt Wilhelm - Hack Wilson - Ross Youngs |

## Palmarés
- Serie Mundial (8): 1905, 1921, 1922, 1933, 1954, 2010, 2012, 2014.
- Subcampeón Serie Mundial (12): 1911, 1912, 1913, 1917, 1923, 1924, 1936, 1937, 1951, 1962, 1989, 2002.
- World's Championship Series (2): 1888, 1889.
- Banderines de la Liga Nacional (23): 1888, 1889, 1904, 1905, 1911, 1912, 1913, 1917, 1921, 1922, 1923, 1924, 1933, 1936, 1937, 1951, 1954, 1962, 1989, 2002, 2010, 2012, 2014.
- Temple Cup (1): 1894.
- División Oeste NL (9): 1971, 1987, 1989, 1997 2000, 2003, 2010, 2012, 2021.